# Бульвар Дмитрия Донского (станция метро)
«Бульва́р Дми́трия Донско́го» — станция Московского метрополитена, южная конечная Серпуховско-Тимирязевской линии. Открыта 26 декабря 2002 года в ходе продления линии на один перегон от станции «Аннино». Названа по бульвару, на котором расположена.
Первая в Москве станция метро, построенная за пределами МКАД, а также самый удалённый от центра Москвы пересадочный узел метрополитена.

## История и происхождение названия
Строительство станции началось в 1992 году, потом было остановлено. До осени 2001 года строительство велось крайне вяло. В основном сооружались перегонные тоннели к станции «Аннино». Позднее, когда станцию уже достраивали, её проект был изменён с тем, чтобы с обеих сторон этой станции соорудить обе платформы станции метро «Улица Старокачаловская» Бутовской линии. Однако ближе к концу 2001 года темпы строительства станции резко возросли.
Станция была открыта 26 декабря 2002 года при продлении Серпуховско-Тимирязевской линии на один перегон и стала 164-й станцией Московского метрополитена. На стадии строительства станция носила название «Качалово», в память о бывшем подмосковном селении Качалово, располагавшемся по обеим берегам реки Битца. Позднее это название в виде «Улицы Старокачаловская» было передано строящейся параллельной станции на Бутовской линии, а первая при открытии получила название по одноимённому бульвару, проходящему над станцией.

## Конструкция и особенности
«Бульвар Дмитрия Донского» — часть единого комплекса со станцией «Улица Старокачаловская» Бутовской линии, для которой с боков построены подземные платформы. Сделать пересадку на неё можно либо из общего южного вестибюля, либо перейти из центра зала.
Сооружена по специальному проекту, но при этом собрана из унифицированных конструкций. Глубина заложения — 10 м.
Над путями устроены пешеходные галереи, соединяющие северный и южный вестибюль и облегчающие переход на станцию «Улица Старокачаловская» Бутовской линии. Хотя станция и напоминает «Комсомольскую» Сокольнической линии, конструктивно она отличается от неё, прежде всего тем, что перекрытия галерей опираются на колонны станции, в то время как на «Комсомольской» колонны не поддерживают галереи. На территории бывшего СССР наиболее близкой по конструкции является станция «Научная» Харьковского метрополитена.

## Оформление
Путевые стены и стены второго этажа облицованы белым мрамором «Коелга» и чёрным гранитом «Возрождение». Цоколь колонн облицован гранитом «Возрождение», а их верхняя часть — белыми плитами мрамора «Каррара», которые раздвинуты вертикальной полосой из зелёного мрамора «Верде гватемала». На вершинах колонн — светильники оригинальной формы. Пол выложен чёрным, серым и красным гранитом.

## Вестибюли и пересадки
Станция находится в районе Северное Бутово. Оба вестибюля находятся на бульваре Дмитрия Донского, также по ним можно выйти к улицам Старокачаловская и Знаменские садки. В южном торце станции находится переход на станцию «Улица Старокачаловская» Бутовской линии.
До октября 2013 года в переходе между станциями «Бульвар Дмитрия Донского» и «Улица Старокачаловская» были расположены турникеты и кассы. Изначально планировалось, что поездка по линии будет оплачиваться отдельно, что обосновывалось тем, что линия якобы относится к другому виду транспорта — лёгкому метро, однако ещё до открытия линии от этих планов было решено отказаться. Фактически линия построена по стандартам обычного метро, однако в течение почти десяти лет до 2016 года она обозначалась на схемах как линия лёгкого метро, после чего стала обозначаться номером   аналогично остальным линиям метро.

## Путевое развитие

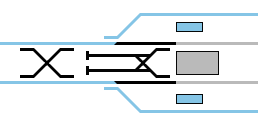
Схема путевого развития станции

К югу от станции находятся служебные соединительные ветви (на рисунке выделены светло-голубым цветом) и перекрёстный съезд, использовавшийся для оборота поездов Бутовской линии до момента продления линии к станции «Битцевский парк», а также два тупика для оборота и технического обслуживания составов Серпуховско-Тимирязевской линии (выделены чёрным цветом).

## Наземный общественный транспорт
На этой станции можно пересесть на следующие маршруты городского пассажирского транспорта:
- Автобусы: е91, 18, 94, 146, 213, 523, 523к, 813, с916, 937, 948, с953, 967, 981, 1004, н8

## Галерея

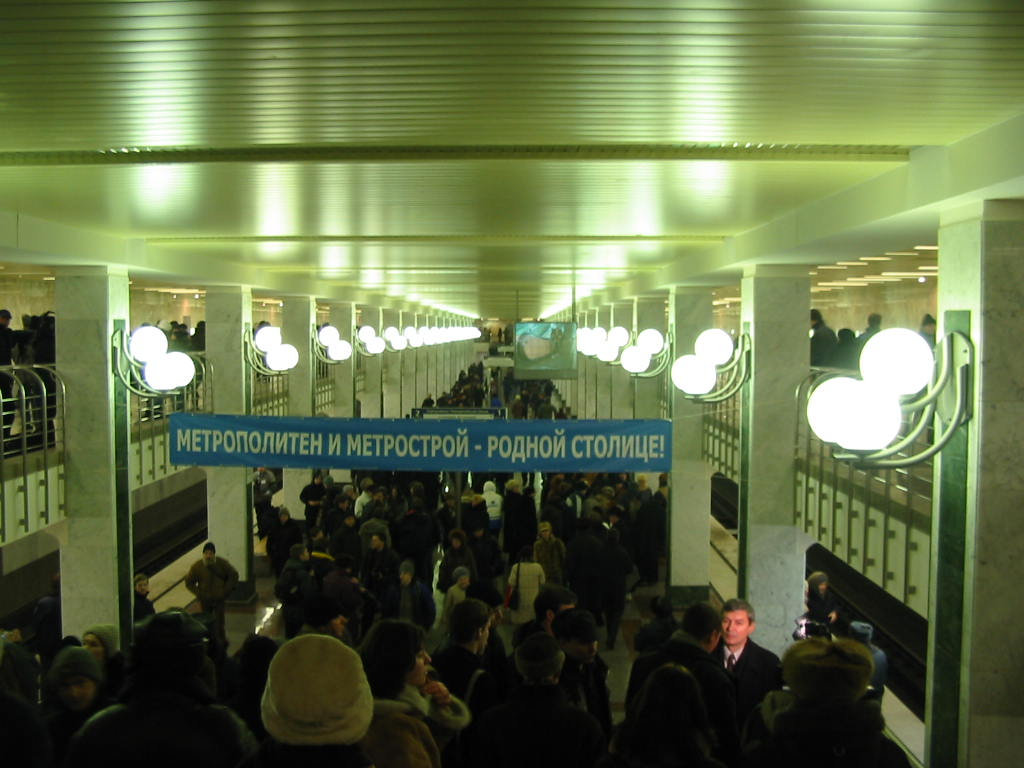
Станция в первые минуты после открытия. 26 декабря 2002 года
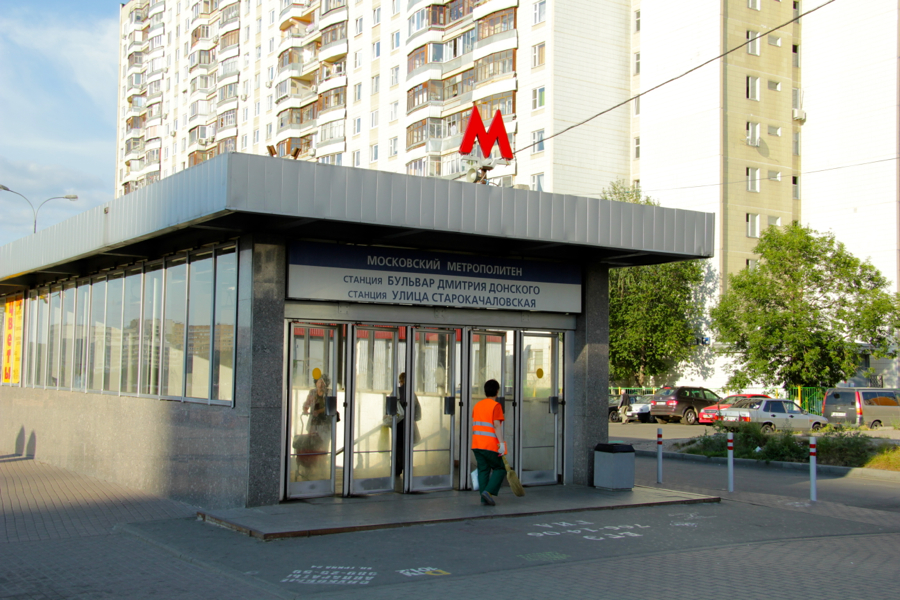
Вход на станцию. 7 августа 2011 года
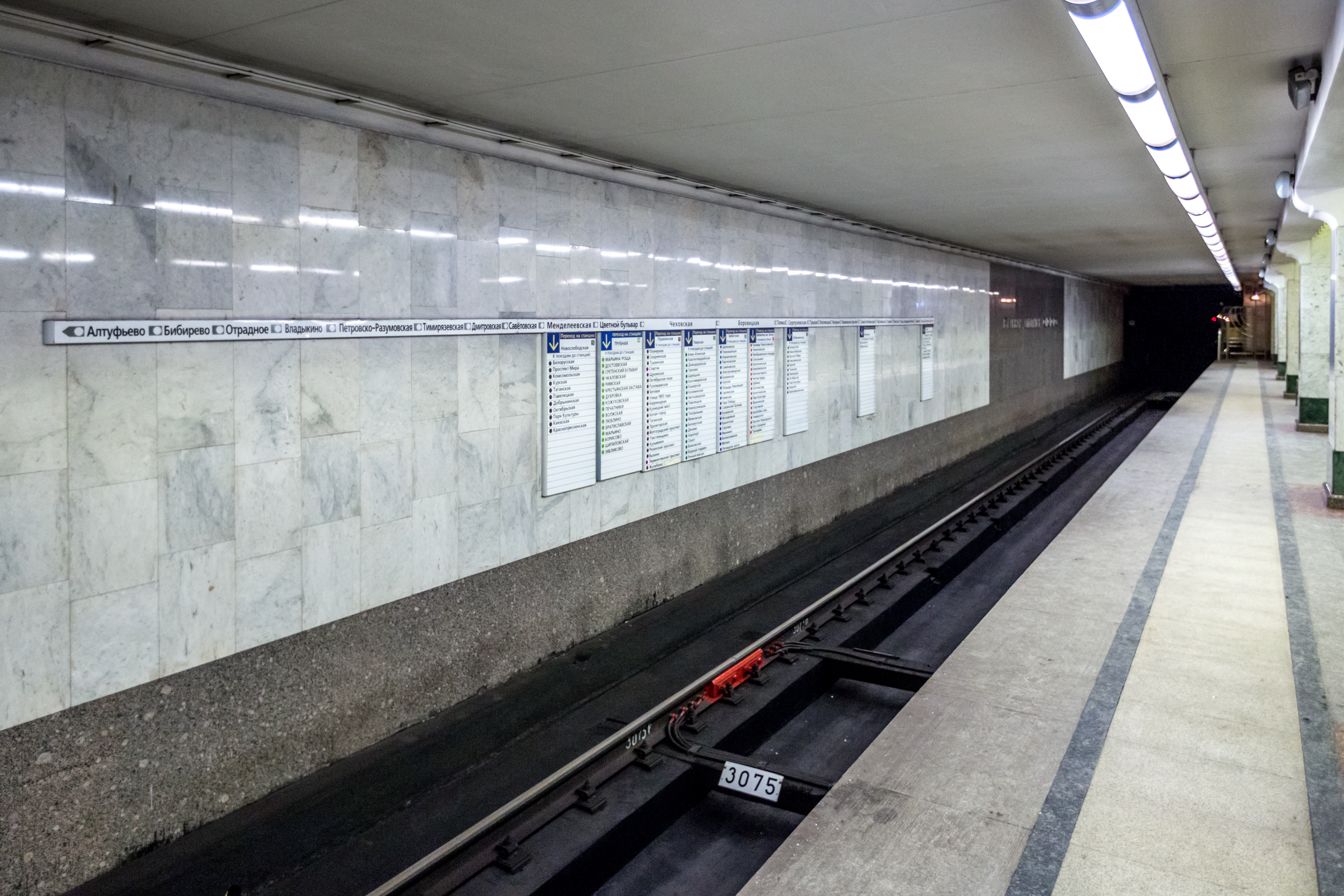
Посадочная платформа. 8 января 2015 года
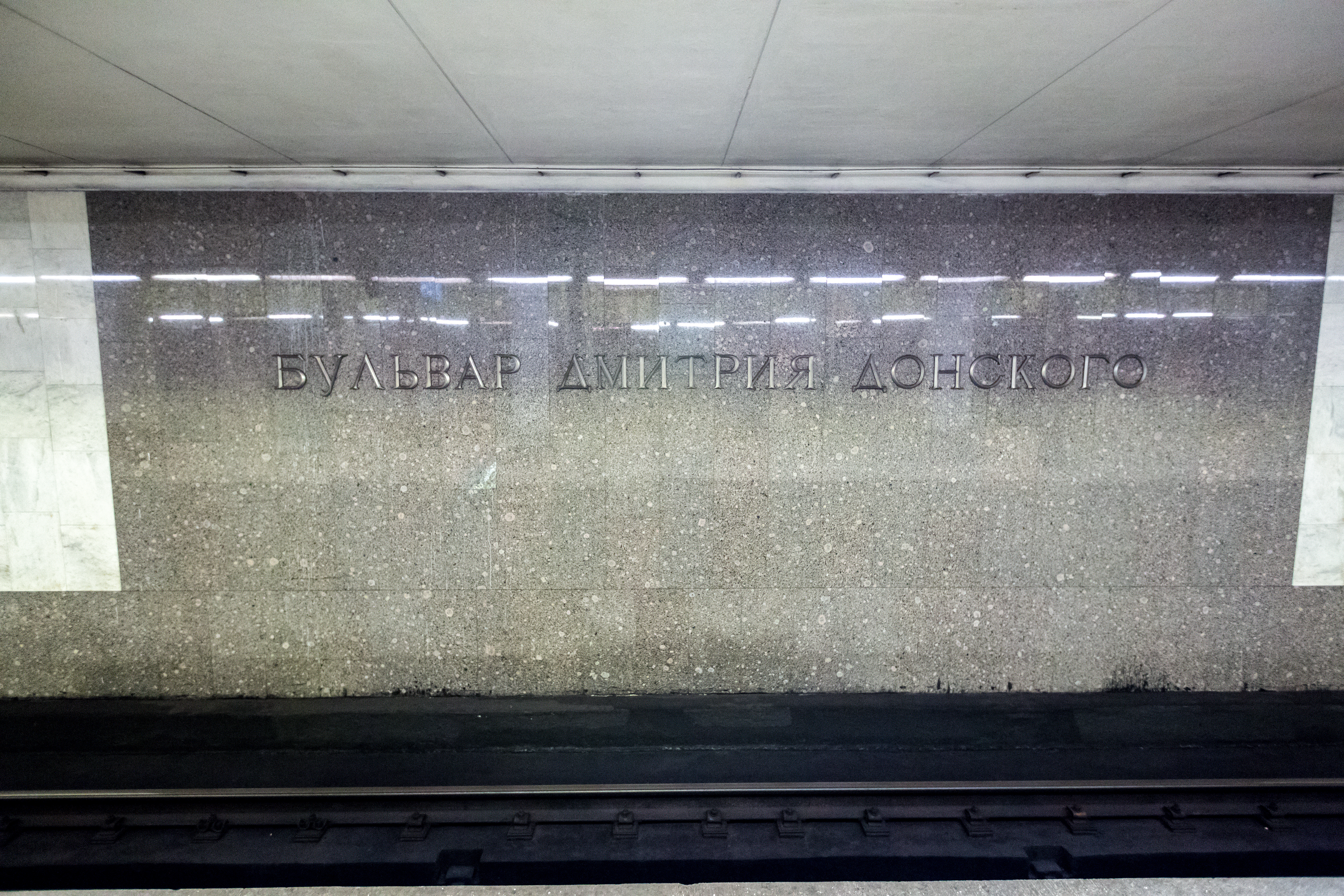
Название станции на путевой стене. 8 января 2015 года
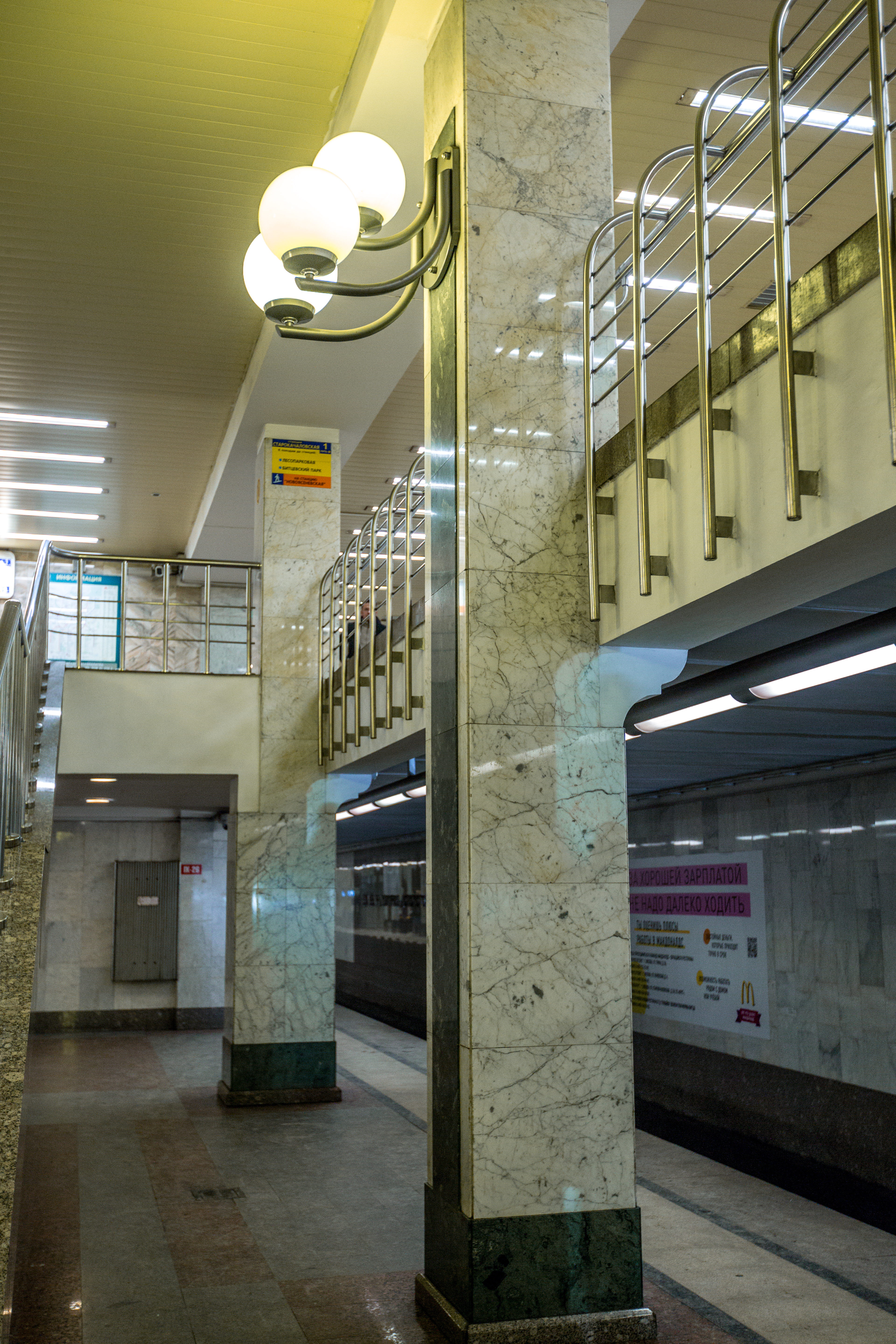
Колонна. 8 января 2015 года
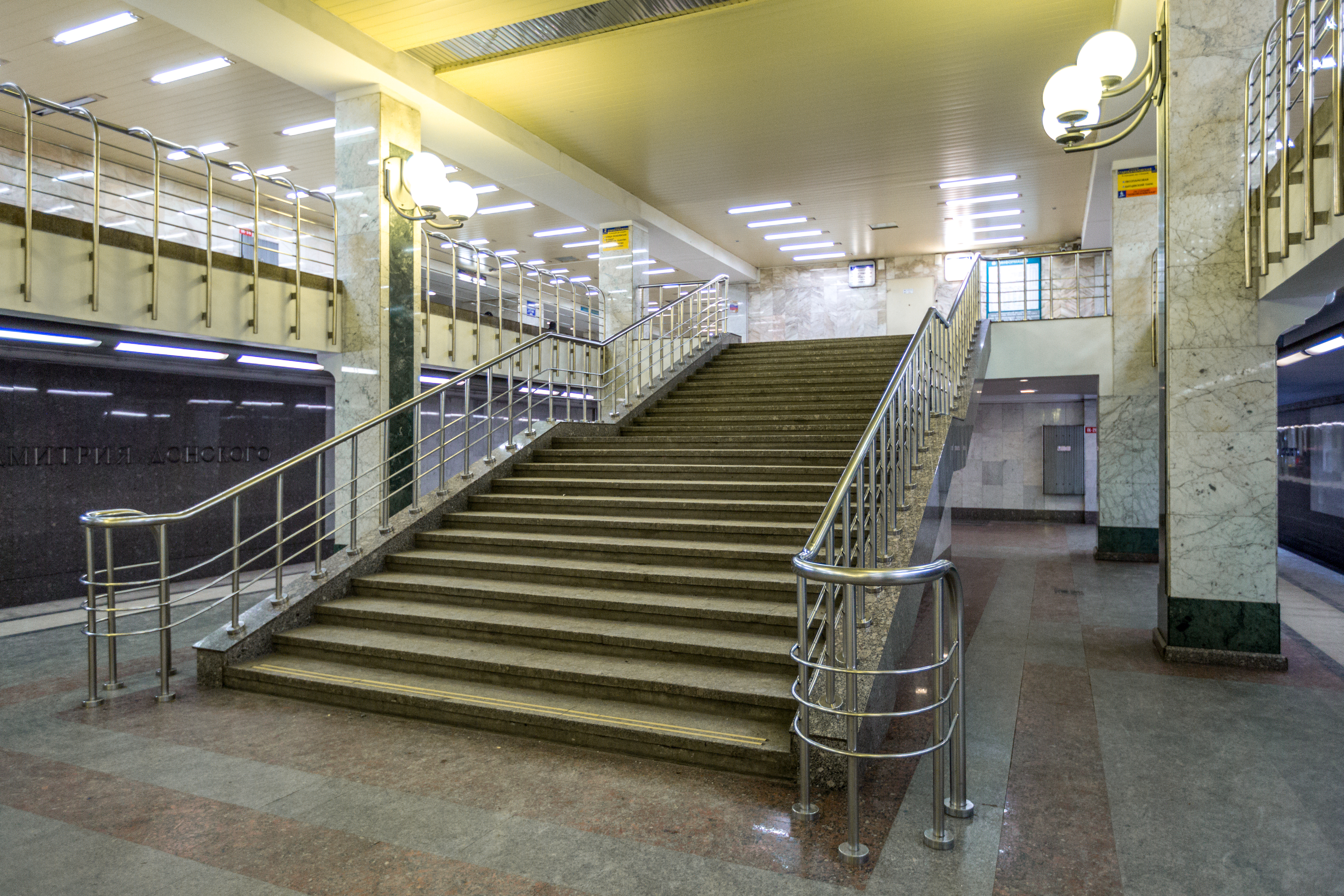
Лестница в торце зала. 8 января 2015 года
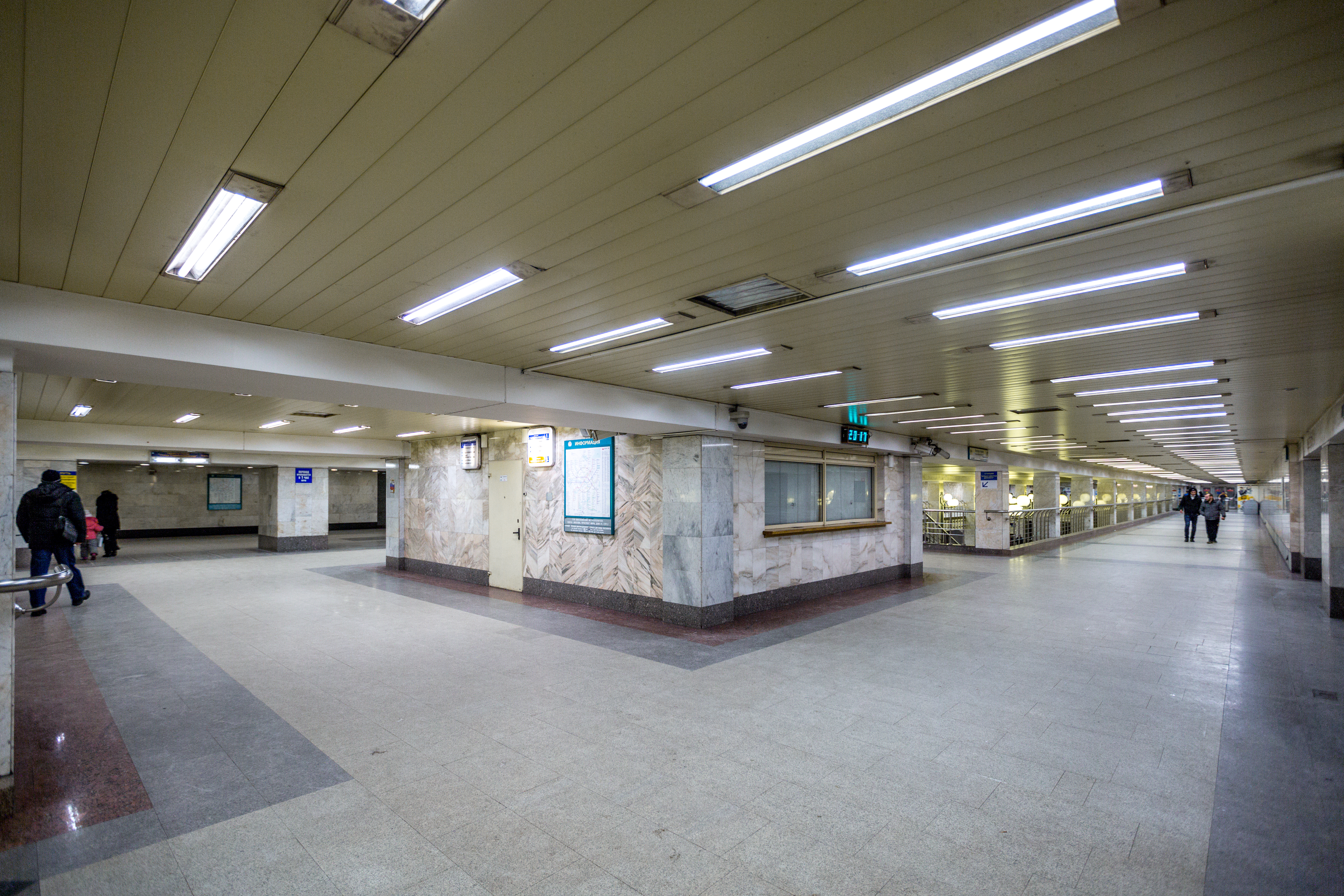
Верхний ярус станционного зала. 8 января 2015 года
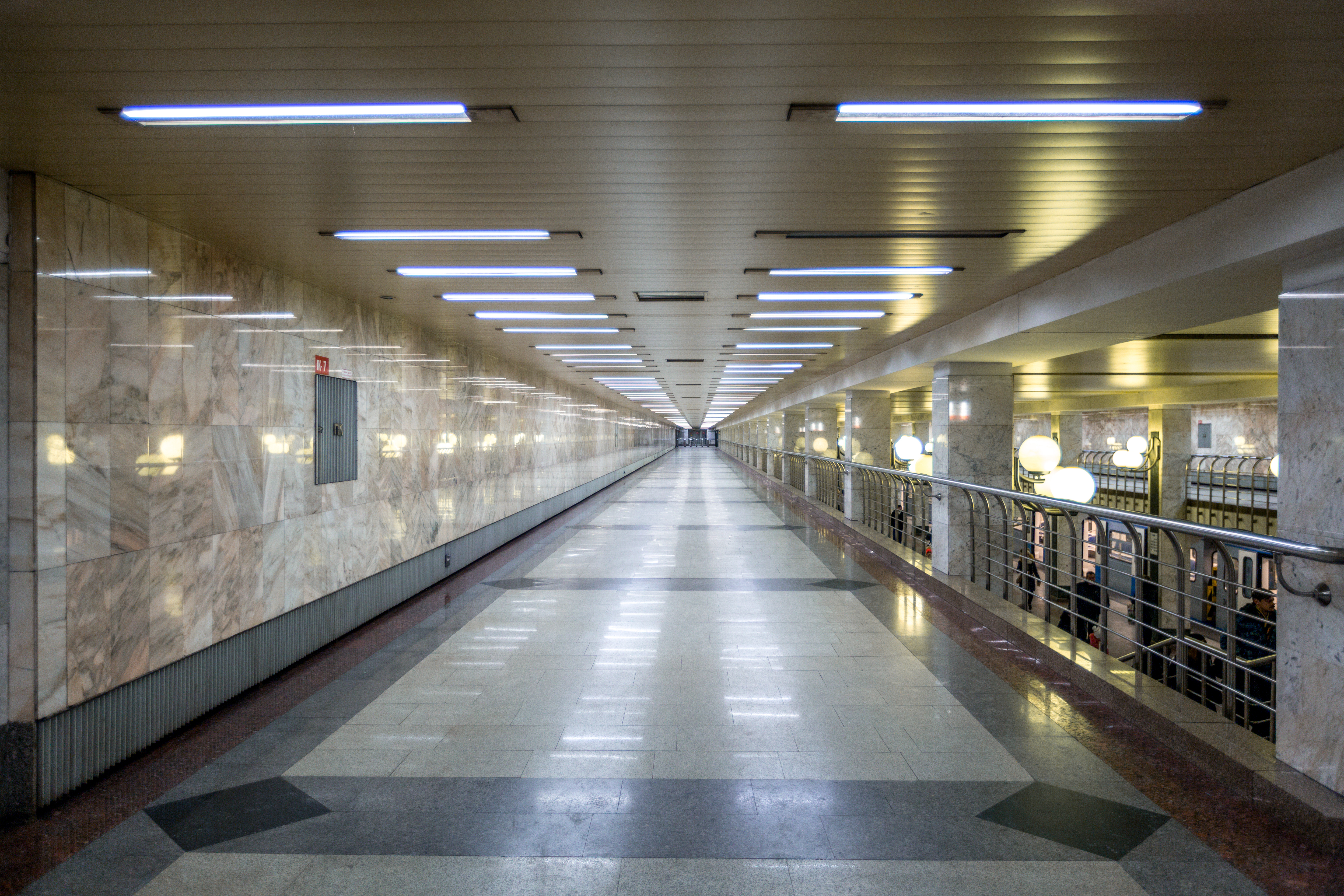
Пешеходный проход над одним из путей. 8 января 2015 года
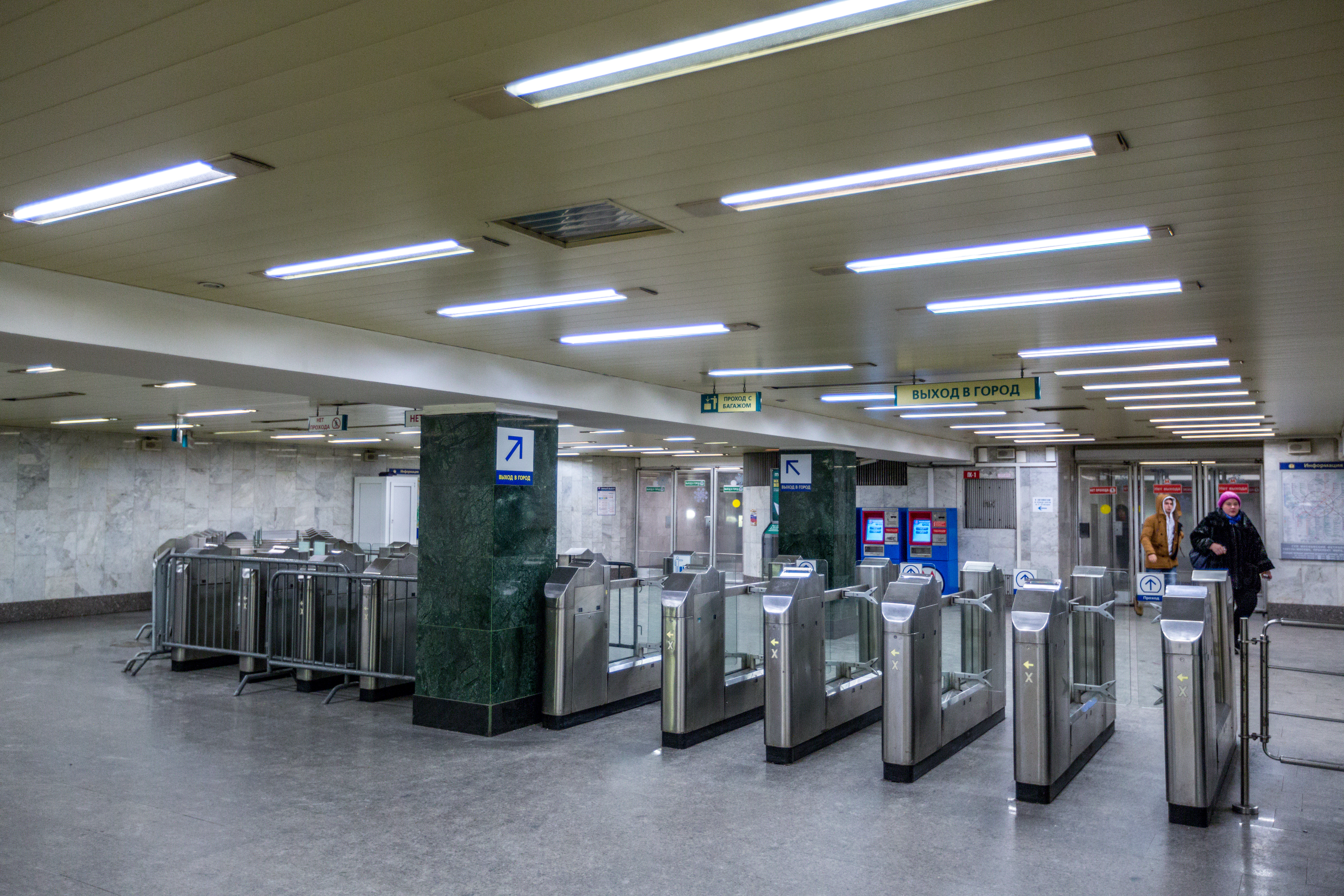
Турникеты на выходе в город. 8 января 2015 года
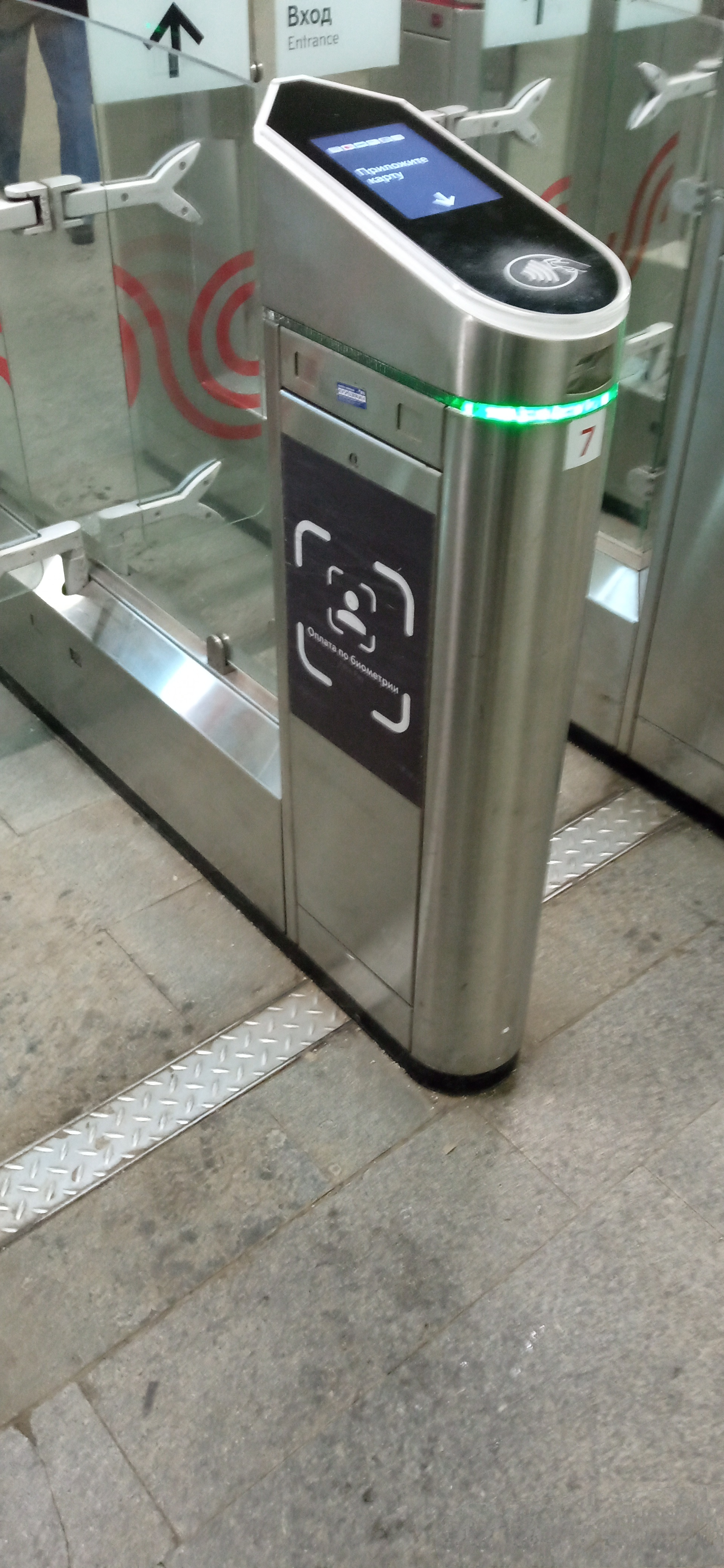
Новый турникет на вход, подключенный к FacePay. 19 февраля 2023 года

## Станция в цифрах
- Таблица времени прохождения первого поезда через станцию[2]:

| По чётным числам           | Будние дни | Выходные дни |
| По нечётным числам         | Будние дни | Выходные дни |
| В сторону станции «Аннино» | 05:43      | 05:43        |
| В сторону станции «Аннино» | 06:02      | 06:06        |